# يان تشنغ
يان تشنغ (بالإنجليزية: Ian Cheng)‏ هو فنان أمريكي، ولد في 29 مارس 1984 في لوس أنجلوس في الولايات المتحدة.

## وصلات خارجية
- الموقع الرسمي